# Рецепт её молодости
«Рецепт её молодости» — советский широкоформатный фантастический музыкальный фильм 1983 года киностудии «Мосфильм» режиссёра Евгения Гинзбурга по мотивам пьесы чешского писателя Карела Чапека «Средство Макропулоса».

## Сюжет
Действие фильма происходит приблизительно в начале XX века. Знаменитая певица Эмилия Марти приезжает на гастроли в европейский город. В это же время в Верховном суде собираются закрыть дело «Грегор против Пруса» — тяжбу, которая длилась несколько десятков лет. Альберт Грегор безуспешно пытается отсудить себе наследство барона Йозефа Пруса, но не может доказать, что является его наследником. Эмилия Марти неожиданно вмешивается в ход процесса, сообщив о местонахождении документов, удостоверяющих родство Альберта Грегора и Пруса.
Знать о том, где были документы, мог только очень близкий человек, но Прус скончался около ста лет назад. Оказывается, Эмилии 337 лет от роду, хотя выглядит она лет на 35. Секрет её вечной молодости в волшебном средстве, которое придворный алхимик Макропулос приготовил для австро-венгерского императора Рудольфа II. Правитель не решился выпить снадобье и приказал испытать его на дочери алхимика…
Согласно песне «Свершилось» из фильма (в отличие от пьесы-источника), рецепт эликсира бессмертия средства Макропулоса включает «хлора треть и треть метила, куриный мозг и слёзы крокодила, навоз, пурген плюс бром плюс кровь гориллы».

## В ролях
- Людмила Гурченко — Эмилия Марти
- Олег Борисов — барон фон Прус
- Александр Абдулов — Альберт Грегор
- Анатолий Ромашин — адвокат Коленатый
- Армен Джигарханян — граф Гаук
- Елена Степанова — Кристина
- Сергей Шакуров — Бомбито
- Анатолий Калмыков — клерк (в титрах В. Калмыков)
- Сергей Дитятев — клерк
- Лилия Сабитова — горничная

## Съёмочная группа
- Режиссёр-постановщик: Евгений Гинзбург
- Сценарист: Александр Адабашьян
- Оператор-постановщик: Генри Абрамян
- Художник: Юрий Кладиенко
- Композитор: Георгий Гаранян
- Текст песен: Юрий Ряшенцев
- Хореография: Валентин Манохин
- Звукооператор: Лия Беневольская
- Запись музыки: Владимир Виноградов
- Звукооператор перезаписи: Евгений Базанов
- Режиссёр: Л. Авербах
- Операторы: Г. Потапов, В. Куракин
- Художник по костюмам: Наталья Иванова
- Монтажёр: Валерия Белова
- Художник-гримёр: Тамара Гайдукова
- Пантомима: Валентин Гнеушев
- Комбинированные съёмки:
  - оператор Александр Двигубский
  - художник П. Хурумов
- Ансамбль «Мелодия»
- Государственный симфонический оркестр кинематографии
- Редактор: Людмила Шмуглякова
- Музыкальный редактор: Арсений Лаписов
- Директор картины: Борис Криштул

### Съёмки
Съемки фильма проходили во Львове. Вступительные титры идут на фоне вида Успенской церкви.

## Критика
Мюзикл немыслим без шлягеров — ярких, хорошо запоминающихся мелодий. Мелодии «Рецепта…» хоть и не лишены известной приятности, шлягерными никак не назовешь. Забываются они тотчас же после окончания просмотра. Поэтому, возможно, даже такая пластичная и музыкальная актриса, как Людмила Гурченко, не чувствуя твердой мелодической почвы под ногами, не смогла сыграть в полную силу своего таланта. А ведь роль-то у неё истинно бенефисная — актриса варьете, получившая загадочное снадобье вечной молодости! Что касается других ролей в фильме, то они открыто вспомогательны.
— Александр Фёдоров